# میزوماکی، فوکوئوکا
میزوماکی، فوکوئوکا (به لاتین: Mizumaki, Fukuoka) یک منطقهٔ مسکونی در ژاپن است که در استان فوکوئوکا واقع شده‌است. میزوماکی ۲۸٬۸۳۰ نفر جمعیت دارد.